# Isola di Visokoi
Visokoi è un'isola disabitata nell'arcipelago delle Isole Traversay nelle Isole Sandwich Australi. Venne scoperta nel 1819 da una spedizione russa guidata da Fabian Gottlieb von Bellingshausen, che nominò l'isola "Visokoi" (ossia "alta") a causa della sua elevazione piuttosto cospicua per la zona.
L'isola Visokoi è lunga circa 7,2 km e larga 4,8 km, sovrastata dal Monte Hodson, è uno stratovulcano con picco alto 1005 m. Il vulcano è stato così denominato in onore di Sir Arnold Weinholt Hodson, allora governatore delle Isole Falkland.
La punta orientale dell'isola, Irving Point, è stata così battezzata in onore del comandante di una spedizione britannica di esplorazione, John J. Irving.

## Geologia
Il 16 febbraio del 2015, un sisma di magnitudo 6,2 gradi Richter si registrava a 146 km a Nord-Nord-Ovest dell'isola Visokoi, a una profondità di 10 km, generando un'allerta tsunami locale.
Giovedì 10 maggio del 2017, alle ore 23:23 (UTC), un sisma di magnitudo 6,5 gradi Richter si registrava a 94 km a Est-Nord-Est dell'isola Visokoi, a una profondità di 10 km, generando un'allerta tsunami locale.
Sabato 2 novembre 2019, alle ore 18:08 (UTC), un sisma di magnitudo 6,1 gradi Richter si registrava a 125 km a Nord-Nord-Est dell'isola Visokoi a una profondità di 10 km .